# Kimi+Nazo+Watashi de JUMP!!
«Kimi+Nazo+Watashi de JUMP!!» (Japonés:君+謎+私でJUMP!!,  es el segundo sencillo de Larval stage planning, unidad de I've Sound, y es el primer sencillo publicado con Lantis. El sencillo contiene cuatro canciones, la primera de ellas, que es la canción titular del sencillo, fue usada como canción de apertura de la segunda temporada de la serie de anime, Baka to Test to Shōkanjū. Esta canción fue compuesta por Kazuya Takase, líder de I've Sound, y con letra escrita por la prestigiosa compositora, Aki Hata.
La cara B del sencillo, cuyo título es "Dreamdroid", fue compuesta también por Kazuya Takase, aunque esta vez con la letra escrita por Airi Kirishima, miembro de este grupo. Las otras dos canciones, son las versiones instrumentales de las canciones antes citadas.
La fecha de salida al mercado de este sencillo es el 27 de julio de 2011 y el sencillo contará como de costumbre, con una edición regular solamente de CD, aunque también tendría una edición limitada de CD y DVD. El DVD contendría el videoclip oficial de la canción titular de la canción, además de un mini documental que resume la llegada de las tres componentes del grupo: Airi Kirishima, Nami Maisaki y Rin Asami, a Lantis.

## Canciones
1. Kimi+Nazo+Watashi de Jump!
Letra: Aki Hata
Composición y arreglos: Kazuya Takase
2. Dreamdroid
Letra: Airi Kirishima
Composición y arreglos: Kazuya Takase
3. Kimi+Nazo+Watashi de Jump! (Instrumental)
Composición y arreglos: Kazuya Takase
4. Dreamdroid (Instrumental)
Composición y arreglos: Kazuya Takase